# Emilia Pietilä
Emilia Pietilä, född den 23 december 2003, är en finländsk innebandysspelare som spelar för finländska TPS och finländska damlandslaget.
Emilia Pietilä har med det finländska landslaget tagit ett VM-silver 2023 och ett guld i World Games år 2025.